# Finale del campionato mondiale di calcio 1974
La finale della 10ª Coppa del Mondo FIFA fu disputata il 7 luglio 1974 all'Olympiastadion di Monaco di Baviera tra la squadra di casa della Germania Ovest e i Paesi Bassi che giunsero in finale per la prima volta nella storia dei campionati del Mondo, dopo aver espresso durante il torneo un gioco brillante e innovativo.
La finale venne tuttavia vinta dalla Germania Ovest per 2-1 dopo una drammatica partita iniziata con l'immediato vantaggio dell'Olanda ma decisa dalla maggiore esperienza e lucidità della squadra tedesca, superiore atleticamente e fortemente supportata dal pubblico.

## Le squadre
| Squadra        | Finali disputate in precedenza (il grassetto indica la vittoria) |
| -------------- | ---------------------------------------------------------------- |
| Germania Ovest | 2 (1954, 1966)                                                   |
| Paesi Bassi    | Nessuna                                                          |

## Cammino verso la finale
Note: In ogni risultato sottostante, il punteggio della finalista è menzionato per primo.
| Classifica finale | Pt | G | V | N | P | GF | GS | DR |
| ----------------- | -- | - | - | - | - | -- | -- | -- |
| Germania Est      | 5  | 3 | 2 | 1 | 0 | 4  | 1  | +3 |
| Germania Ovest    | 4  | 3 | 2 | 0 | 1 | 4  | 1  | +3 |
| Cile              | 2  | 3 | 0 | 2 | 1 | 1  | 2  | -1 |
| Australia         | 1  | 3 | 0 | 1 | 2 | 0  | 5  | -5 |

| Classifica finale | Pt | G | V | N | P | GF | GS | DR |
| ----------------- | -- | - | - | - | - | -- | -- | -- |
| Paesi Bassi       | 5  | 3 | 2 | 1 | 0 | 6  | 1  | +5 |
| Svezia            | 4  | 3 | 1 | 2 | 0 | 3  | 0  | +3 |
| Bulgaria          | 2  | 3 | 0 | 2 | 1 | 2  | 5  | -3 |
| Uruguay           | 1  | 3 | 0 | 1 | 2 | 1  | 6  | -5 |

| Squadra        | P.ti | G | V | N | P | GF | GS | DR |
| -------------- | ---- | - | - | - | - | -- | -- | -- |
| Germania Ovest | 6    | 3 | 3 | 0 | 0 | 7  | 2  | +5 |
| Polonia        | 4    | 3 | 2 | 0 | 1 | 3  | 2  | +1 |
| Svezia         | 2    | 3 | 1 | 0 | 2 | 4  | 6  | -2 |
| Jugoslavia     | 0    | 3 | 0 | 0 | 3 | 2  | 6  | -4 |

| Squadra      | P.ti | G | V | N | P | GF | GS | DR |
| ------------ | ---- | - | - | - | - | -- | -- | -- |
| Paesi Bassi  | 6    | 3 | 3 | 0 | 0 | 8  | 0  | +8 |
| Brasile      | 4    | 3 | 2 | 0 | 1 | 3  | 3  | 0  |
| Germania Est | 1    | 3 | 0 | 1 | 2 | 1  | 4  | -3 |
| Argentina    | 1    | 3 | 0 | 1 | 2 | 2  | 7  | -5 |

## Andamento della partita

### Primo tempo
La partita subì un lieve ritardo per un curioso episodio; l'arbitro inglese Jack Taylor dovette infatti sollecitare il personale dell'organizzazione a posizionare le bandierine regolamentari agli angoli del campo che al momento dell'entrata delle squadre erano assenti essendo state rimosse in precedenza per lo svolgimento della cerimonia di chiusura dei mondiali.
L'arbitro Taylor poté quindi dare inizio alla finale che ebbe un avvio inatteso e clamoroso. I giocatori olandesi infatti batterono il calcio d'inizio e mantennero con una serie di passaggi il possesso della palla fino a quando Johan Cruijff, il giocatore più rappresentativo della selezione e fino a quel momento il miglior giocatore espresso dal mondiale, effettuò una rapida incursione centrale, superò in velocità il suo marcatore Berti Vogts ed entrò in area dove venne atterrato da un intervento di Uli Hoeneß. Taylor non ebbe esitazioni e quindi dopo circa un minuto di gioco decretò il calcio di rigore per l'Olanda, evento senza precedenti nella storia del campionato mondiale di calcio. Johan Neeskens realizzò senza difficoltà il rigore con un violento tiro centrale.
Nei primi minuti dopo il gol del vantaggio gli olandesi sembrarono superiori; al 4' Vogts venne ammonito per ripetuti falli su Cruijff; in realtà lentamente i giocatori tedeschi organizzarono il loro gioco, mantennero il possesso dell'iniziativa e superarono l'impatto psicologico del disastroso inizio di partita. Dopo alcuni inefficaci contropiede olandesi e qualche schermaglia polemica tra i giocatori durante mischie in area, i tedeschi pareggiarono al 25'. Bernd Hölzenbein entrò in area dopo un'azione prolungata e venne atterrato da Wim Jansen; Taylor decretò un nuovo rigore che Paul Breitner trasformò spiazzando l'immobile Jan Jongbloed con un secco tiro sulla destra del portiere.
Da quel momento i tedeschi accentuarono la loro pressione offensiva e mantennero l'iniziativa, mentre gli olandesi, in cui Cruijff, validamente controllato da Vogts, apparve meno efficace tatticamente e diede segni di stanchezza fisica, si trovarono in difficoltà nonostante cercassero ancora di ripartire in velocità. Nei minuti finali del primo tempo i tedeschi, costantemente all'attacco, ebbero alcune buone occasioni per segnare con conclusioni di Hoeness, Hölzenbein e del capitano Franz Beckenbauer che giocò una brillante partita di coordinamento e raccordo a centrocampo. Dopo una buona occasione olandese in contropiede al 37' sprecata da Cruijff e Rep, i tedeschi ripresero gli attacchi; al 43' la Germania Ovest passò in vantaggio. L'azione si sviluppò rapidamente con una veloce manovra sul lato destro del campo di Rainer Bonhof che sorprese gli olandesi; il giocatore tedesco riuscì ad arrivare sul fondo e mise la palla in area dove il centravanti Gerd Müller, attaccante particolarmente abile nelle situazioni confuse in area di rigore, fu più rapido di tutti e mise a segno con un tiro in diagonale da distanza ravvicinata. Il portiere olandese Jongbloed, sorpreso dalla rapidità dell'azione, non poté evitare la rete.
Il primo tempo quindi terminò con il vantaggio per 2-1 della Germania Ovest; i giocatori olandesi diedero segno di grande nervosismo e in particolare Cruijff ebbe un vivace alterco, mentre le squadre si dirigevano verso gli spogliatoi, con l'arbitro Taylor a cui rimproverava alcune sue decisioni. L'arbitro reagì bruscamente alle proteste del capitano olandese e ammonì Cruijff.

### Secondo tempo
Nella ripresa saranno vani gli insistenti attacchi della squadra olandese.
I tedeschi potrebbero fare il 3-1 con Muller (gol annullato per fuorigioco) ed avrebbero ragione di lamentarsi per un rigore netto negato ad Hölzenbein: l'arbitro Taylor questa volta non fischiò. Al fischio finale i giocatori della Germania Ovest vengono incoronati campioni del mondo, due anni dopo aver conquistato il titolo Europeo del 1972. Fu la prima volta in cui i Campioni d'Europa in carica si laureano successivamente anche Campioni del Mondo: la stessa impresa sarà poi compiuta dalla Spagna 36 anni dopo, nel 2010.

## Tabellino
| Arbitro: | Jack Taylor |

|                    |           |                                |
| Neeskens 2’ (rig.) | Marcatori | 25’ (rig.) Breitner 43’ Müller |

| Paesi Bassi | Germania Ovest |

| Paesi Bassi (4-3-3) |    |                     |     |     |
|                     |    |                     |     |     |
|                     | 8  | Jan Jongbloed       |     |     |
|                     | 20 | Wim Suurbier        |     |     |
|                     | 17 | Wim Rijsbergen      |     | 69’ |
|                     | 2  | Arie Haan           |     |     |
|                     | 12 | Ruud Krol           |     |     |
|                     | 6  | Wim Jansen          |     |     |
|                     | 13 | Johan Neeskens      | 40’ |     |
|                     | 3  | Willem van Hanegem  | 23’ |     |
|                     | 16 | Johnny Rep          |     |     |
|                     | 14 | Johan Cruijff       | 45’ |     |
|                     | 15 | Rob Rensenbrink     |     | 46’ |
| Sostituzioni:       |    |                     |     |     |
|                     | 18 | Piet Schrijvers     |     |     |
|                     | 5  | Rinus Israël        |     |     |
|                     | 7  | Theo de Jong        |     | 69’ |
|                     | 10 | René van de Kerkhof |     | 46’ |
|                     | 9  | Piet Keizer         |     |     |
| CT:                 |    |                     |     |     |
| Rinus Michels       |    |                     |     |     |

| Germania Ovest (4-3-3) |    |                          |    |  |
|                        |    |                          |    |  |
|                        | 1  | Sepp Maier               |    |  |
|                        | 2  | Berti Vogts              | 4’ |  |
|                        | 5  | Franz Beckenbauer        |    |  |
|                        | 4  | Hans-Georg Schwarzenbeck |    |  |
|                        | 3  | Paul Breitner            |    |  |
|                        | 16 | Rainer Bonhof            |    |  |
|                        | 14 | Uli Hoeneß               |    |  |
|                        | 12 | Wolfgang Overath         |    |  |
|                        | 9  | Jürgen Grabowski         |    |  |
|                        | 13 | Gerd Müller              |    |  |
|                        | 17 | Bernd Hölzenbein         |    |  |
| Sostituzioni:          |    |                          |    |  |
|                        | 21 | Norbert Nigbur           |    |  |
|                        | 6  | Horst-Dieter Höttges     |    |  |
|                        | 8  | Bernhard Cullmann        |    |  |
|                        | 15 | Heinz Flohe              |    |  |
|                        | 11 | Jupp Heynckes            |    |  |
| CT:                    |    |                          |    |  |
| Helmut Schön           |    |                          |    |  |

| Assistenti arbitrali Ramón Barreto (Uruguay) Alfonso González Archundia (Messico) |